# Домашній чемпіонат Великої Британії 1888
Домашній чемпіонат Великої Британії 1888 — п'ятий розіграш футбольного турніру за участю чотирьох збірних Великої Британії. Чемпіонат був вперше одноосібно виграний збірною Англії. Також у ході змагання було встановлено новий гольовий рекорд — у шести матчах команди забили одна одній 46 м'ячів, 26 з яких пропустила збірна Ірландії.
У першому матчі чемпіонату англійці здобули легку перемогу над Уельсом з рахунком 5:1. Поразка не збентежила валлійців — у наступному матчі вони розгромили збірну Ірландії з рахунком 11:0, що є рекордним переможним рахунком в історії збірної Уельсу досі. У своєму фінальному матчі в Единбурзі проти Шотландії валлійці, однак, зазнали другої поразки, пропустивши п'ять голів. Тим не менше, єдиний гол, забитий у ворота шотландців Джеком Дауті, вперше дозволив валійському гравцю стати кращим бомбардиром змагання.
У наступному матчі, що проходив у Лондоні, Англія впевнено обіграла Шотландію з рахунком 5:0 і очолила таблицю. Потім шотландці розгромили збірну Ірландії з рахунком 10:2, гарантувавши друге місце. У заключному матчі турніру Ірландія зазнала третьої поразки, програвши англійцям. Ця перемога дозволила збірній Англії вперше здобути одноосібний чемпіонський титул.

## Таблиця
| Поз | Команда    | І | В | Н | П | ГЗ | ГП | РГ  | О |  |
| --- | ---------- | - | - | - | - | -- | -- | --- | - |  |
| 1   | Англія (C) | 3 | 3 | 0 | 0 | 15 | 2  | +13 | 6 |  |
| 2   | Шотландія  | 3 | 2 | 0 | 1 | 15 | 8  | +7  | 4 |  |
| 3   | Уельс      | 3 | 1 | 0 | 2 | 13 | 10 | +3  | 2 |  |
| 4   | Ірландія   | 3 | 0 | 0 | 3 | 3  | 26 | −23 | 0 |  |